# Sauveterre, Gers
 Sauveterre  là một xã thuộc tỉnh Gers trong vùng Occitanie tây nam nước Pháp. Xã này có độ cao trung bình mét trên mực nước biển.
Sông Gesse tạo thành một phần ranh giới phía nam thị trấn, sau đó chảy vào sông Save, sông tạo phần lớn ranh giới phía đông.